# 秀山大桥
秀山大桥是浙江省舟山市的一座跨海大桥，是 526国道组成部分，位于舟山市岱山县，为双塔三跨悬索桥，全长3063米，桥面宽度24米，最大跨度为926米，于2014年10月22日开工，主桥于2018年11月13日合龙，2019年9月25日通车，此桥的通车标志着岱山正式进入了全天候出行时代。